# Mario Zamora Alcántara
Mario Zamora Alcántara (Tegucigalpa, 3 de agosto de 1920 - Ciudad de México, 24 de abril de 2017) fue un artista y escultor de origen Hondureño naturalizado mexicano, famoso tanto en México como en su país natal al ser el autor de diversas obras monumentales como el Cristo del picacho, una de las estatuas más altas de Honduras.

## Biografía
Nació el 3 de agosto de 1920 en la ciudad de Tegucigalpa. Sus padres eran originarios de Danlí el Paraíso Honduras. La familia del artista vivió en el barrio La Hoya de la ciudad capital, en donde desde niño mostraría una inclinación al arte. A los 20 años ingresó a la academia de Bellas artes de Honduras, ahí fue pupilo del artista español Alfredo Ruiz Barrera quien daba clases en la academia en Honduras y persona que lo introdujo a la escultura. La situación política de Honduras hizo que la familia Zamora-Alcántara abandonara el país y se radicara en Nicaragua, en donde el joven escultor siguió su formación artística de la mano de maestros como Genaro Amador Lira. 
Durante su estadía en Nicaragua expondría sus obras de cultura por primera vez. Esto sucedió en la Exposición Anual de Arte Nicaragüense en donde también obtuvo el Primer Premio y varios elogios a su creación. Hacia 1944, decide trasladarse a México en busca de mejores oportunidades de poder refinar su arte en la academia San Carlos. Ahí el artista aprendería las técnicas para la escultura en bronce y en 1947 realizaría la escultura de la actriz María Félix para la producción de la película “La diosa arrodillada”. Fue gracias a este trabajo que le daría cierto renombre entre los círculos de artistas en México. Esto le ayudó a poder avanzar en su carrera profesional. Después de trabajar en la escultura en bronce decidió irse a terminar sus estudios superiores a Italia en la real academia de Bellas artes de Roma en 1950. Finalmente regresaría a México donde terminaría de obtener la residencia y participó en proyectos monumentales como el monumento a los niños héroes en san Miguel de Allende, así como la realización estatuas dedicadas a Nezahualcóyotl, Benito Juárez, Amado Nervo, y Adolfo López Mateos. A pesar de que el Hondureño realizó y participó en varios proyectos artísticos en México durante toda su carrera, también realizó obras monumentales en su país natal, muchas bajo encargo del gobierno Hondureño. El escultor fallece a los 96 años en la Ciudad de México el 24 de abril de 2017.

## Obras notables

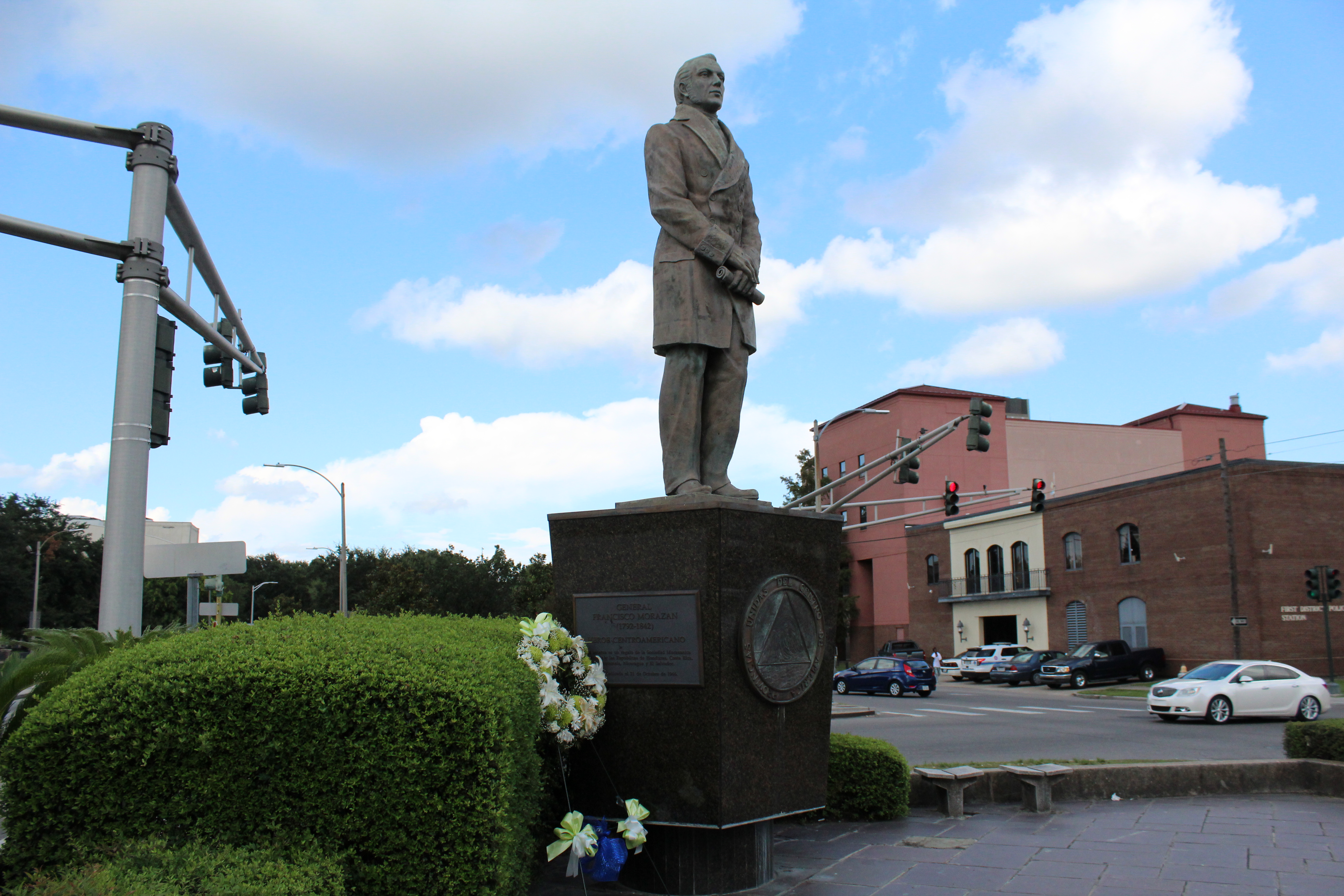
Monumento a Francisco Morazán, en Luisiana, Estados Unidos.

- Estatua a Francisco Morazán del banco centroamericano.

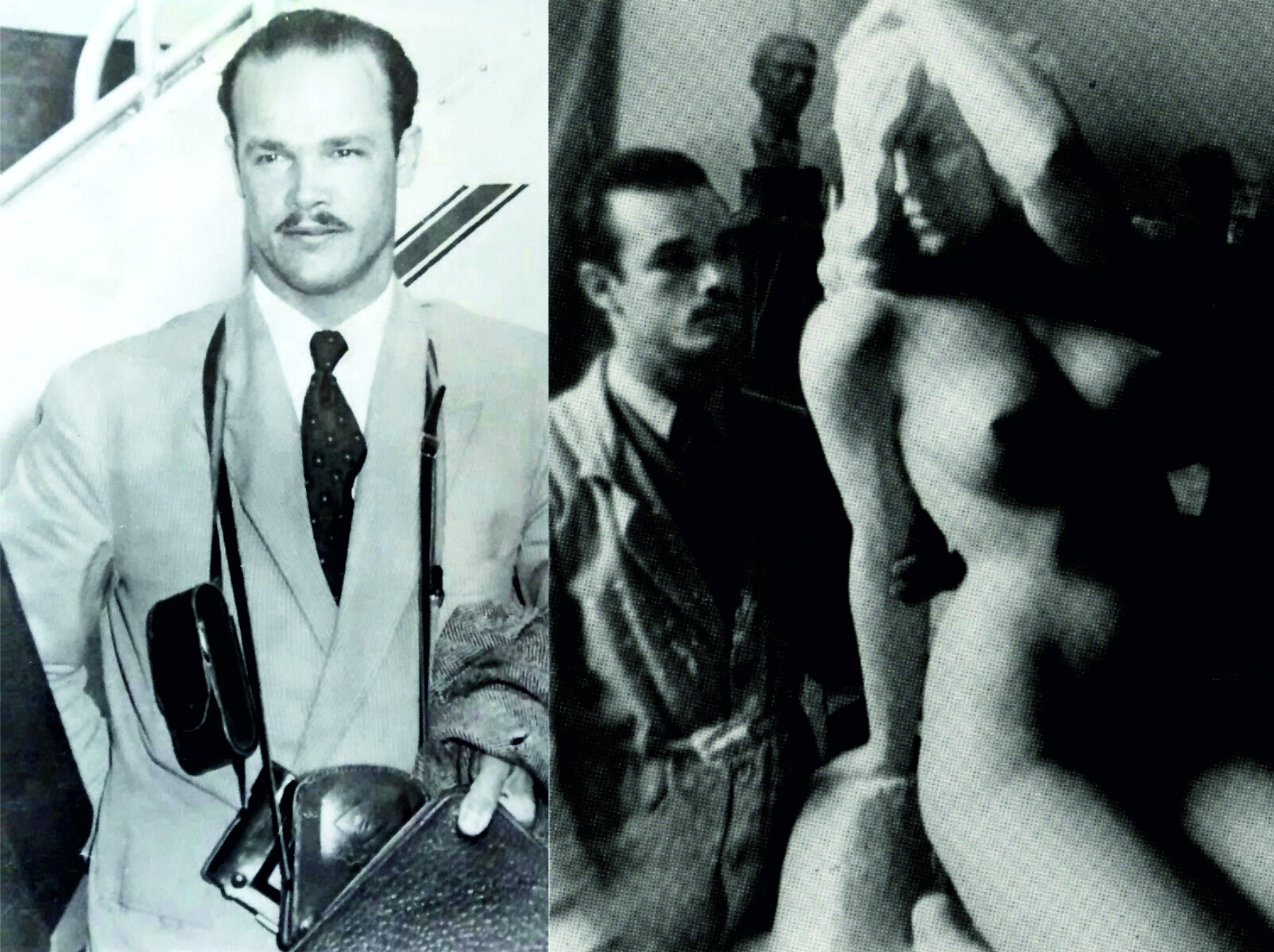
Mario Zamora con al escultura de la película "La diosa arrodillada" con María Félix.

- Mario Zamora con al escultura de la película  "La diosa arrodillada" con María Félix.Diosa Temis de la corte de suprema de justicia.
- Monumento a Morazán del jardín de las Américas en Nueva Orleans Estados Unidos.
- Estatua del padre José Trinidad Reyes de la Universidad Nacional de Honduras (UNAH).
- Esculturas del Congreso Nacional de Honduras
- Cristo del Picacho
- Estatua de la película "La diosa Arrodillada"
- Estatua a Nezahualcóyotl, ubicada en el parque Matlazin
- Busto de Benito Juárez
- Busto de Adolfo López Mateos